# 韋叡
韋 叡（い えい、元嘉19年（442年）- 普通元年8月23日（520年9月20日））は、南朝宋から梁にかけての武将。字は懐文。本貫は京兆郡杜陵県。前漢の丞相の韋賢の末裔にあたる。

## 生涯
韋祖帰（韋玄の子）の子として生まれた。先祖は関中の名族として著名な家柄であったが、東晋の劉裕（後の南朝宋の武帝）が後秦を滅ぼした後、南朝に仕えるようになる。韋叡は継母に孝養を尽くし、学問を好んだことで評判が高かった。伯父の韋祖征は、彼のことを国家を司り功業を成し遂げることのできる人物として高く評価し、自分の息子のように可愛がった。
永光元年（465年）、雍州刺史の袁顗の主簿となる。後に袁顗は反乱を起こして殺されるが、韋叡はそれ以前に自ら願い出て義成郡に赴任していたため、巻き添えを食うことを免れた。元徽5年（477年）、荊州刺史の沈攸之が反乱を起こすと、韋叡は柳世隆に従い郢城を守り、乱の平定後に前軍中兵参軍になった。しばらくして広徳県令となり、その後は斉興郡太守・雍州別駕・長水校尉・右軍将軍を歴任した。
南朝斉の末年、反乱が相次ぐようになると、韋叡は願い出て上庸郡太守となり、雍州刺史の蕭衍（後の南朝梁の武帝）と深く結びついた。永元2年（500年）、蕭衍が蕭宝巻（東昏侯）に反乱を起こすと、韋叡は郡の人々に竹を伐って筏を作らせ、それに乗って川を下り、2000の兵と200の馬で蕭衍のもとに赴いた。蕭衍が郢州一帯を制圧するにあたって、韋叡の献策はすべて用いられた。蕭衍の軍が郢州を出発すると、韋叡は江夏郡太守・行郢州府事に任じられた。郢州は籠城により多く者が病に苦しんでいたが、韋叡は彼らを哀れみ、適切な処置で救済したため、人々は彼を慕うようになった。天監元年（502年）、南朝梁が建国されると廷尉となり、都梁県子に封じられ、翌年には太子右衛率となる。まもなく輔国将軍・豫州刺史・歴陽郡太守に任じられた。
天監4年（505年）、北魏を討伐する命令を受け、淝水に堰を築いて合肥城を水攻めにし、これを陥落させた。翌天監5年（506年）、北魏の中山王元英・楊大眼らが100万を号する大軍で鍾離を攻め、北徐州刺史の昌義之を包囲した。右衛将軍の曹景宗が20万の兵で鍾離の救援に向かい、韋叡も武帝の命を受け、豫州の兵を率いて邵陽洲で曹景宗と合流した。楊大眼・元英らが相次いで攻め寄せたが、いずれも韋叡の指揮により撃退された。これより以前、北魏軍は鍾離を攻めるにあたって、邵陽洲の両岸に2本の橋を架け、淮水の上に道を通していた。韋叡は大艦をそろえ、梁郡太守馮道根・廬江郡太守裴邃・秦郡太守李文釗らに水軍を率いさせ、淮水の水位の上昇に乗じて敵陣を攻め、油をかけ草を満載した小船に火を放ち、橋を焼き払った。馮道根ら南朝梁の軍は奮い立って勇戦し、北魏軍を大いに打ち破り、鍾離の救援に成功した。功績により爵位が侯に進められ、通直散騎常侍・右衛将軍に任じられた。
天監7年（508年）、左衛将軍となり、まもなく安西長史・南郡太守に任じられた。司州刺史の馬仙琕が元英の追撃を受けたが、韋叡が救援に向かうと元英は撤退した。その後は天監8年（509年）に信武将軍・江州刺史、天監9年（510年）に員外散騎常侍・右衛将軍、左衛将軍・太子詹事・通直散騎常侍、天監13年（514年）に智武将軍・丹陽尹、中護軍、天監14年（515年）に平北将軍・寧蛮校尉・雍州刺史などを歴任した。天監15年（516年）、致仕を願い出たが許されず、天監17年（518年）には散騎常侍・護軍将軍に任じられ、鼓吹一部を与えられた。普通元年（520年）、侍中・車騎将軍に任じられたが、病気を理由に固辞、同年8月に家で亡くなった。享年79。武帝は深く哀悼し、侍中・車騎将軍・開府儀同三司を追贈した。諡は厳。
韋叡は生来体が弱く、戦場でも馬に乗ったことがなく、常に儒服をまとい輿に乗り、竹の如意で軍を指揮した。将兵には思いやりをもって接し、自分が休むのは兵士の営所ができた後であり、食事をとるのも兵士たちの食事の準備が整ってからであった。昼は客と接し、夜に起きては軍務を処理し明け方にまで及ぶこともあった。兵士たちをいたわり、いつも行き届かないことがないか気を配っていたため、兵士たちは争って彼に従った。鍾離の戦いの後、曹景宗ら諸将は先を争って勝ち戦を報告したが、韋叡だけは後に残るなど、いつも戦功に頓着しない態度をとり、そのことで世間の賞賛を受けた。慈愛をもって人々を治め、どの職にあっても常に治績をあげた。朝廷にあっては常に穏やかで慎み深く、武帝は彼を敬い礼遇した。家では万石君（石奮）・陸賈の絵を壁に掛け、その人柄を慕っていた。老いてからも公務の合間には子供らに学問を教えることを課していた。思いやりのある人柄で、孤児となった兄の子供たちを手厚く養い、官で得た俸禄はすべて親類・友人に与えていたため、家に財産はなかったという。

## 子孫

### 子
- 韋放
- 韋正（字は敬直）
- 韋棱（字は威直）
- 韋黯（字は務直）

### 孫
- 韋粲
- 韋載
- 韋鼎

## 伝記資料
- 『梁書』巻12 列伝第6
- 『南史』巻58 列伝第48